# Polyrhachis
Polyrhachis är ett släkte av myror. Polyrhachis ingår i familjen myror.

## Bildgalleri

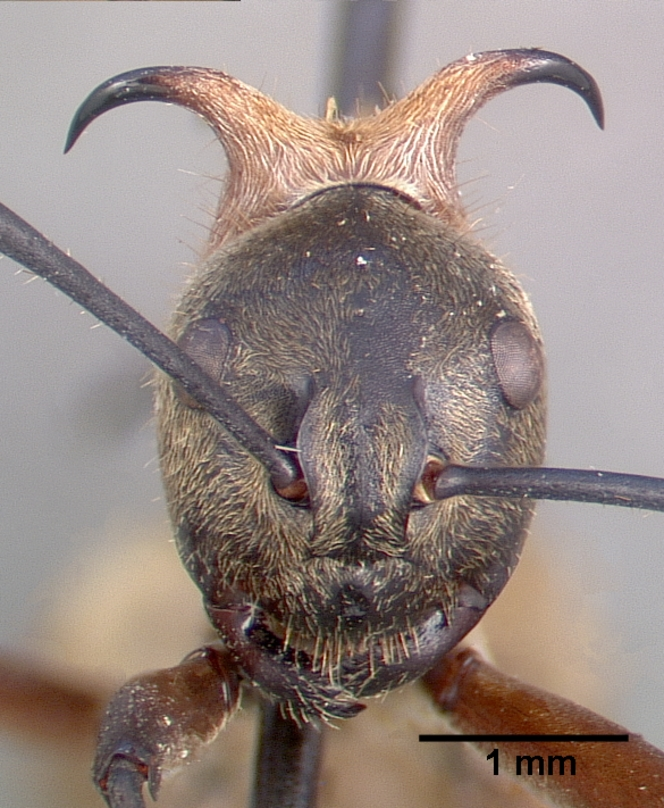
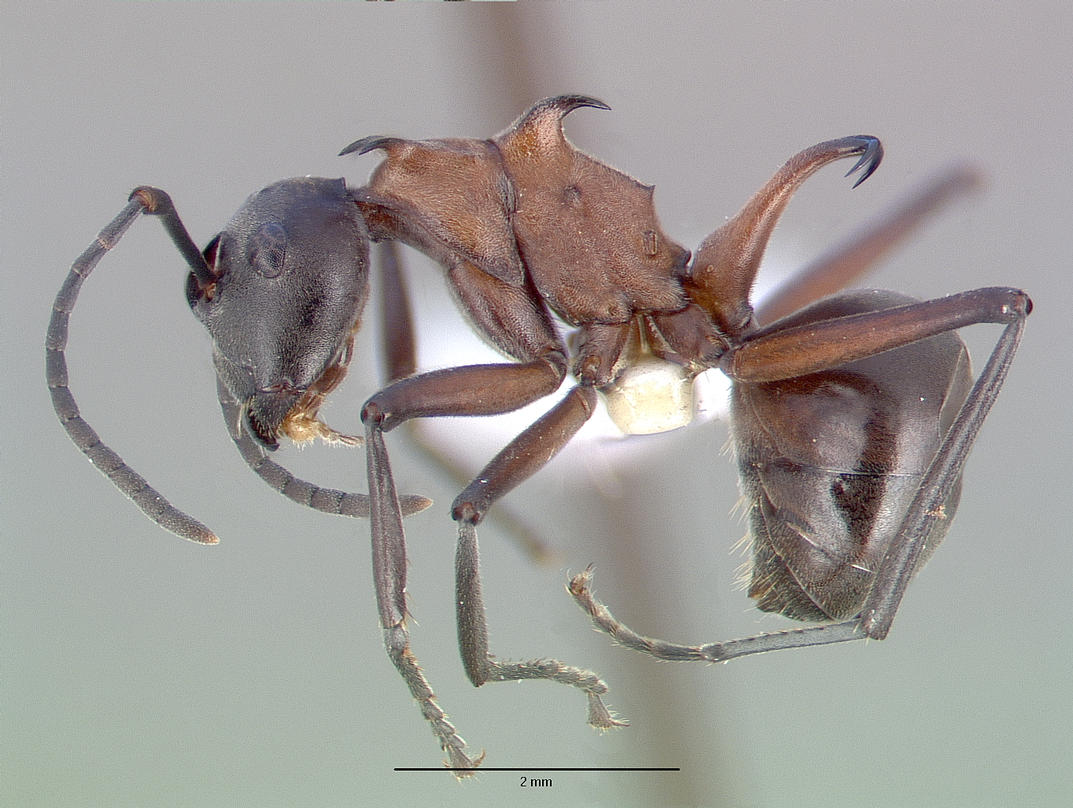

## Dottertaxa tillPolyrhachis, i alfabetisk ordning[1]
- Polyrhachis abnormis
- Polyrhachis abrupta
- Polyrhachis aculeata
- Polyrhachis aedipus
- Polyrhachis aenescens
- Polyrhachis aerope
- Polyrhachis agesilas
- Polyrhachis albertisi
- Polyrhachis alexandri
- Polyrhachis alexisi
- Polyrhachis alluaudi
- Polyrhachis alphea
- Polyrhachis alphena
- Polyrhachis amana
- Polyrhachis ammon
- Polyrhachis ammonoeides
- Polyrhachis andrei
- Polyrhachis andromache
- Polyrhachis angusta
- Polyrhachis annae
- Polyrhachis antennata
- Polyrhachis antoniae
- Polyrhachis appendiculata
- Polyrhachis arachne
- Polyrhachis arcuata
- Polyrhachis argenteosignata
- Polyrhachis argentosa
- Polyrhachis armata
- Polyrhachis arnoldi
- Polyrhachis asomaningi
- Polyrhachis aspasia
- Polyrhachis atossa
- Polyrhachis atropos
- Polyrhachis atrovirens
- Polyrhachis aurea
- Polyrhachis aureovestita
- Polyrhachis auriformis
- Polyrhachis aurita
- Polyrhachis australis
- Polyrhachis bakeri
- Polyrhachis bamaga
- Polyrhachis banghaasi
- Polyrhachis barretti
- Polyrhachis basirufa
- Polyrhachis batesi
- Polyrhachis beauforti
- Polyrhachis beccarii
- Polyrhachis bedoti
- Polyrhachis bellicosa
- Polyrhachis bicolor
- Polyrhachis bihamata
- Polyrhachis binghamii
- Polyrhachis biroi
- Polyrhachis bouvieri
- Polyrhachis braxa
- Polyrhachis bubala
- Polyrhachis bubastes
- Polyrhachis bugnioni
- Polyrhachis burmanensis
- Polyrhachis caeciliae
- Polyrhachis calliope
- Polyrhachis calypso
- Polyrhachis carbonaria
- Polyrhachis carinata
- Polyrhachis castaneiventris
- Polyrhachis caulomma
- Polyrhachis cedarensis
- Polyrhachis cephalotes
- Polyrhachis ceramensis
- Polyrhachis chalybea
- Polyrhachis charaxa
- Polyrhachis chartifex
- Polyrhachis cheesmanae
- Polyrhachis cingula
- Polyrhachis clarkei
- Polyrhachis cleopatra
- Polyrhachis cleophanes
- Polyrhachis clio
- Polyrhachis clotho
- Polyrhachis coerulescens
- Polyrhachis compressicornis
- Polyrhachis concava
- Polyrhachis conops
- Polyrhachis consimilis
- Polyrhachis constricta
- Polyrhachis constructor
- Polyrhachis contemta
- Polyrhachis continua
- Polyrhachis convexa
- Polyrhachis cornuta
- Polyrhachis coronata
- Polyrhachis craddocki
- Polyrhachis crassispinosa
- Polyrhachis crawleyi
- Polyrhachis creusa
- Polyrhachis croceiventris
- Polyrhachis cryptoceroides
- Polyrhachis cubaensis
- Polyrhachis cupreata
- Polyrhachis curta
- Polyrhachis cyaniventris
- Polyrhachis cyrtomyrmoides
- Polyrhachis cyrus
- Polyrhachis daemeli
- Polyrhachis dahlii
- Polyrhachis daphne
- Polyrhachis davydovi
- Polyrhachis debilis
- Polyrhachis decellei
- Polyrhachis decemdentata
- Polyrhachis delicata
- Polyrhachis demangei
- Polyrhachis dentata
- Polyrhachis denticulata
- Polyrhachis derecyna
- Polyrhachis diana
- Polyrhachis diaphanta
- Polyrhachis diotima
- Polyrhachis distincta
- Polyrhachis dives
- Polyrhachis doddi
- Polyrhachis dohrni
- Polyrhachis dolichocephala
- Polyrhachis dolomedes
- Polyrhachis dorsorugosa
- Polyrhachis durbanensis
- Polyrhachis durvillei
- Polyrhachis edwardi
- Polyrhachis elii
- Polyrhachis emeryana
- Polyrhachis emmae
- Polyrhachis equina
- Polyrhachis erato
- Polyrhachis eremita
- Polyrhachis erosispina
- Polyrhachis esarata
- Polyrhachis escherichi
- Polyrhachis etheli
- Polyrhachis eudora
- Polyrhachis euryala
- Polyrhachis eurynota
- Polyrhachis euterpe
- Polyrhachis exarata
- Polyrhachis excellens
- Polyrhachis excisa
- Polyrhachis exercita
- Polyrhachis exotica
- Polyrhachis femorata
- Polyrhachis fervens
- Polyrhachis fissa
- Polyrhachis flavibasis
- Polyrhachis flavicornis
- Polyrhachis flavoflagellata
- Polyrhachis follicula
- Polyrhachis foreli
- Polyrhachis fornicata
- Polyrhachis fortis
- Polyrhachis frauenfeldi
- Polyrhachis fruhstorferi
- Polyrhachis fulgens
- Polyrhachis furcata
- Polyrhachis furcula
- Polyrhachis fuscipes
- Polyrhachis gab
- Polyrhachis gagates
- Polyrhachis gamaii
- Polyrhachis geminata
- Polyrhachis geometrica
- Polyrhachis gestroi
- Polyrhachis gibba
- Polyrhachis glabrinota
- Polyrhachis glykera
- Polyrhachis gracilior
- Polyrhachis grandis
- Polyrhachis gravis
- Polyrhachis greensladei
- Polyrhachis gribodoi
- Polyrhachis guérini
- Polyrhachis halidayi
- Polyrhachis hastata
- Polyrhachis hauxwelli
- Polyrhachis hector
- Polyrhachis heinlethii
- Polyrhachis hemiopticoides
- Polyrhachis hera
- Polyrhachis hermione
- Polyrhachis hexacantha
- Polyrhachis hippomanes
- Polyrhachis hirsuta
- Polyrhachis hirta
- Polyrhachis hodgsoni
- Polyrhachis hookeri
- Polyrhachis horacei
- Polyrhachis horni
- Polyrhachis hostilis
- Polyrhachis hungi
- Polyrhachis ignota
- Polyrhachis illaudata
- Polyrhachis inclusa
- Polyrhachis inconspicua
- Polyrhachis indificans
- Polyrhachis inermis
- Polyrhachis insularis
- Polyrhachis inusitata
- Polyrhachis io
- Polyrhachis isacantha
- Polyrhachis ithona
- Polyrhachis jacksoniana
- Polyrhachis jacobsoni
- Polyrhachis jerdonii
- Polyrhachis jianghuaensis
- Polyrhachis jurii
- Polyrhachis kaipi
- Polyrhachis karawaiewi
- Polyrhachis keratifera
- Polyrhachis khepra
- Polyrhachis labella
- Polyrhachis laboriosa
- Polyrhachis lachesis
- Polyrhachis laciniata
- Polyrhachis lacteipennis
- Polyrhachis laevigata
- Polyrhachis laevissima
- Polyrhachis lama
- Polyrhachis lamellidens
- Polyrhachis laminata
- Polyrhachis lanuginosa
- Polyrhachis lata
- Polyrhachis latharis
- Polyrhachis latinota
- Polyrhachis latispina
- Polyrhachis latona
- Polyrhachis latreillei
- Polyrhachis lauta
- Polyrhachis leae
- Polyrhachis leonidas
- Polyrhachis leopoldi
- Polyrhachis lestoni
- Polyrhachis levior
- Polyrhachis lilianae
- Polyrhachis limbata
- Polyrhachis limitis
- Polyrhachis linae
- Polyrhachis lombokensis
- Polyrhachis longipes
- Polyrhachis loriai
- Polyrhachis loweryi
- Polyrhachis lownei
- Polyrhachis lucens
- Polyrhachis luctuosa
- Polyrhachis lugens
- Polyrhachis lycidas
- Polyrhachis lydiae
- Polyrhachis machaon
- Polyrhachis mackayi
- Polyrhachis macropa
- Polyrhachis maculata
- Polyrhachis magnifica
- Polyrhachis malaensis
- Polyrhachis marginata
- Polyrhachis medusa
- Polyrhachis melpomene
- Polyrhachis menelas
- Polyrhachis menozzii
- Polyrhachis metella
- Polyrhachis micans
- Polyrhachis militaris
- Polyrhachis mindanaensis
- Polyrhachis mitrata
- Polyrhachis mjobergi
- Polyrhachis modesta
- Polyrhachis moeschi
- Polyrhachis moesta
- Polyrhachis mondoi
- Polyrhachis monista
- Polyrhachis montana
- Polyrhachis mucronata
- Polyrhachis muelleri
- Polyrhachis murina
- Polyrhachis mystica
- Polyrhachis neptunus
- Polyrhachis nigra
- Polyrhachis nigrescens
- Polyrhachis nigriceps
- Polyrhachis nigrita
- Polyrhachis nigropilosa
- Polyrhachis nitens
- Polyrhachis nitida
- Polyrhachis nofra
- Polyrhachis nudata
- Polyrhachis numeria
- Polyrhachis obscura
- Polyrhachis obtusa
- Polyrhachis ochracea
- Polyrhachis oedacantha
- Polyrhachis olena
- Polyrhachis olybria
- Polyrhachis omyrmex
- Polyrhachis opalescens
- Polyrhachis ops
- Polyrhachis ornata
- Polyrhachis orpheus
- Polyrhachis orsylla
- Polyrhachis osae
- Polyrhachis osiris
- Polyrhachis otleti
- Polyrhachis pallescens
- Polyrhachis pallipes
- Polyrhachis parabiotica
- Polyrhachis paracamponota
- Polyrhachis paromala
- Polyrhachis patiens
- Polyrhachis paxilla
- Polyrhachis pellita
- Polyrhachis penelope
- Polyrhachis peregrina
- Polyrhachis personata
- Polyrhachis phalerata
- Polyrhachis phidias
- Polyrhachis philippinensis
- Polyrhachis phryne
- Polyrhachis piliventris
- Polyrhachis pilosa
- Polyrhachis plato
- Polyrhachis platynota
- Polyrhachis platyomma
- Polyrhachis polymnia
- Polyrhachis porcata
- Polyrhachis pressa
- Polyrhachis prometheus
- Polyrhachis proxima
- Polyrhachis pruinosa
- Polyrhachis pseudothrinax
- Polyrhachis pubescens
- Polyrhachis punctata
- Polyrhachis punctillata
- Polyrhachis punctiventris
- Polyrhachis pyrgops
- Polyrhachis pyrrhus
- Polyrhachis queenslandica
- Polyrhachis ralumensis
- Polyrhachis rastellata
- Polyrhachis reclinata
- Polyrhachis regesa
- Polyrhachis regularis
- Polyrhachis relucens
- Polyrhachis rere
- Polyrhachis restituta
- Polyrhachis retrorsa
- Polyrhachis revoili
- Polyrhachis rhea
- Polyrhachis ridleyi
- Polyrhachis rixosa
- Polyrhachis rossi
- Polyrhachis rotumana
- Polyrhachis rotundiceps
- Polyrhachis rowlandi
- Polyrhachis rubigastrica
- Polyrhachis rubiginosa
- Polyrhachis ruficornis
- Polyrhachis rufifemur
- Polyrhachis rufipalpis
- Polyrhachis rufipes
- Polyrhachis rufofemorata
- Polyrhachis rugifrons
- Polyrhachis rupicapra
- Polyrhachis rustica
- Polyrhachis saevissima
- Polyrhachis saigonensis
- Polyrhachis salomo
- Polyrhachis santschii
- Polyrhachis sappho
- Polyrhachis scabra
- Polyrhachis scapulata
- Polyrhachis schang
- Polyrhachis schenckii
- Polyrhachis schistacea
- Polyrhachis schizospina
- Polyrhachis schlueteri
- Polyrhachis schoopae
- Polyrhachis schwiedlandi
- Polyrhachis scissa
- Polyrhachis sculpta
- Polyrhachis sculpturata
- Polyrhachis scutulata
- Polyrhachis semiaurata
- Polyrhachis semiobscura
- Polyrhachis semipolita
- Polyrhachis senilis
- Polyrhachis sericata
- Polyrhachis sericeopubescens
- Polyrhachis sexspinosa
- Polyrhachis sidnica
- Polyrhachis similis
- Polyrhachis simillima
- Polyrhachis smithi
- Polyrhachis sokolova
- Polyrhachis solivaga
- Polyrhachis solmsi
- Polyrhachis sophocles
- Polyrhachis sparaxes
- Polyrhachis spengeli
- Polyrhachis spinicola
- Polyrhachis spitteleri
- Polyrhachis splendens
- Polyrhachis stigmatifera
- Polyrhachis striata
- Polyrhachis strictifrons
- Polyrhachis stylifera
- Polyrhachis subaenescens
- Polyrhachis subcyanea
- Polyrhachis subfossa
- Polyrhachis subfossoides
- Polyrhachis subpilosa
- Polyrhachis subtridens
- Polyrhachis sulcata
- Polyrhachis sumatrensis
- Polyrhachis sylvicola
- Polyrhachis tambourinensis
- Polyrhachis taylori
- Polyrhachis templi
- Polyrhachis ternatae
- Polyrhachis terpsichore
- Polyrhachis textor
- Polyrhachis thais
- Polyrhachis thompsoni
- Polyrhachis thrinax
- Polyrhachis thusnelda
- Polyrhachis tibialis
- Polyrhachis townsvillei
- Polyrhachis tragos
- Polyrhachis transiens
- Polyrhachis trapezoidea
- Polyrhachis triaena
- Polyrhachis tricuspis
- Polyrhachis trina
- Polyrhachis trispinosa
- Polyrhachis tristis
- Polyrhachis trophima
- Polyrhachis tschu
- Polyrhachis tubericeps
- Polyrhachis tubifera
- Polyrhachis tubifex
- Polyrhachis turneri
- Polyrhachis tyrannica
- Polyrhachis ugiensis
- Polyrhachis ulysses
- Polyrhachis unicuspis
- Polyrhachis urania
- Polyrhachis wagneri
- Polyrhachis wallacei
- Polyrhachis weissi
- Polyrhachis wellmani
- Polyrhachis venus
- Polyrhachis vermiculosa
- Polyrhachis verticalis
- Polyrhachis vestita
- Polyrhachis wheeleri
- Polyrhachis viehmeyeri
- Polyrhachis vigilans
- Polyrhachis villipes
- Polyrhachis villosa
- Polyrhachis vindex
- Polyrhachis violaceonigra
- Polyrhachis viscosa
- Polyrhachis vitalisi
- Polyrhachis wolfi
- Polyrhachis volkarti
- Polyrhachis wroughtonii
- Polyrhachis xanthippe
- Polyrhachis xiphias
- Polyrhachis yarrabahensis
- Polyrhachis yerburyi
- Polyrhachis yorkana
- Polyrhachis ypsilon
- Polyrhachis zimmerae
- Polyrhachis zopyra